# Smyrnium trifoliatum
Smyrnium trifoliatum är en flockblommig växtart som beskrevs av Henry Ernest Muhlenberg. Smyrnium trifoliatum ingår i släktet vinglokor, och familjen flockblommiga växter. Inga underarter finns listade i Catalogue of Life.